# ホニングスヴォーグ
 ホニングスヴォーグ（ノルウェー語: Honningsvåg）は、ノルウェーの都市。フィンマルク県ノールカップ基礎自治体に属する同国最北端の都市で，世界最北の不凍港といわれているが、そのタイトルに関して近くのハンメルフェストと係争関係にある。また、「世界最北端の都市」の座をめぐってもアメリカ合衆国のバローやスバールバル諸島のロングイェールビーンと争っている。政府が「都市とは住民が5000人以上のものでなければならない」という法令を発表する直前に都市を宣言したため、人口が2,245人（2023年）しかなくとも都市と認められている。
マーゲロイ島の南部に位置し、同島北端のノールカップへ行く人々の中継地点になっている。ノールカップへ向かう長さ35kmの道路が1956年に開通してからは、バスで50分ほどで行けるようになった。港には年間数千の漁船が出入りするほか、クルーズ船も主に夏に寄港する。市街から4kmほどのところにはホニングスヴォーグ空港があり、トロムソなど3都市へ便が就航している。

## 歴史と環境

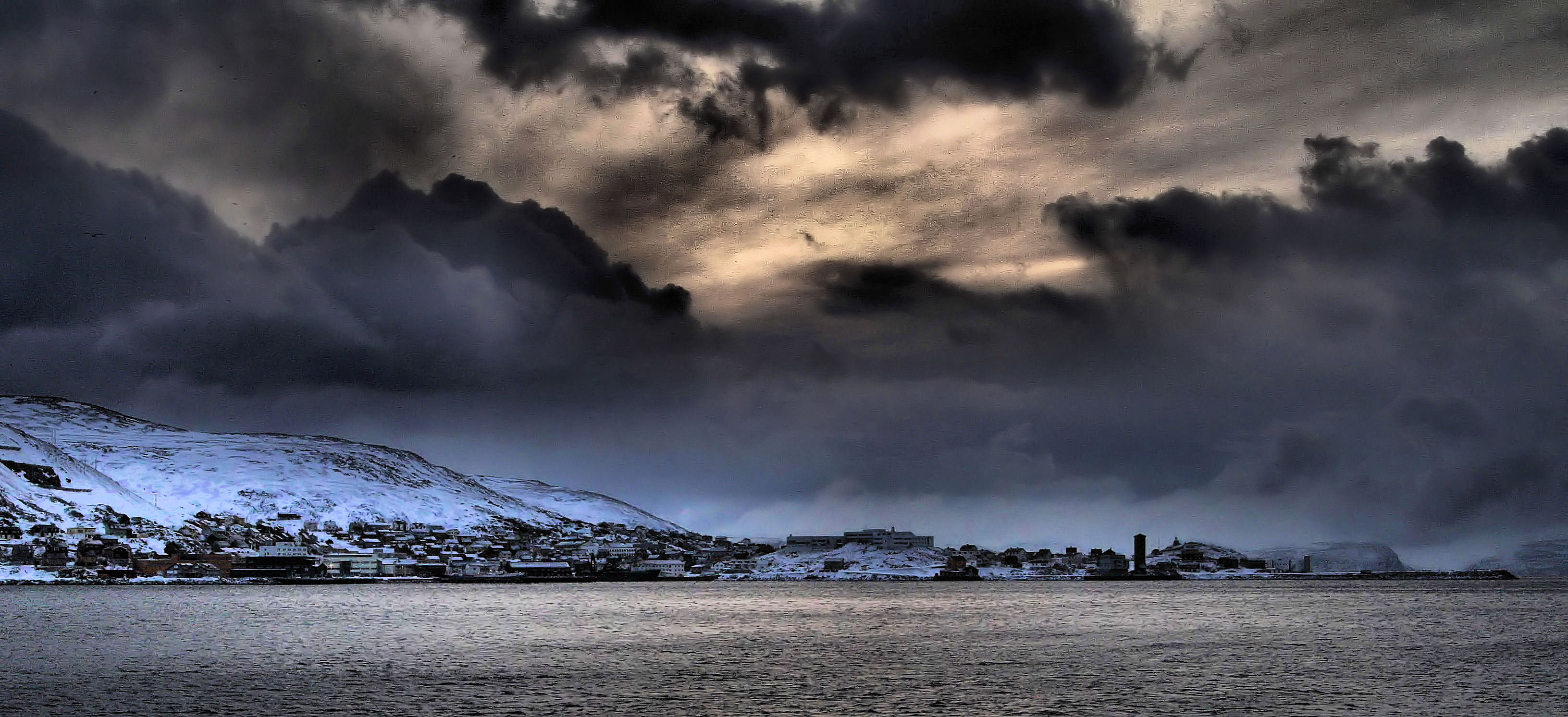
冬の空

この地域には1万300年ほど前から人が住み着き、主に海産物を食べていた。バレンツ海南部の海は暖流の影響で凍らないため、こんにちも街に豊かな海の恵みをもたらすほか観光にも大きな影響をおよぼす。北緯71度に位置するにもかかわらず市内には多くの個人庭園があり、3 - 4mの樹木も育つ。
キルケネスからベルゲンへ向かう沿岸急行船「フッティルーテン」の長距離便にとって、ホニングスヴォーグは重要な中継地点になっている。午前11時45分から午後3時15分まで急行船はホニングスヴォーグ港に停泊し、乗客らは市内観光などに向かう。
有名なラブラドール・レトリーバーのバムセー (Bamse) はホニングスヴォーグで生まれた。

### 都市として
ホニングスヴォーグやハンメルフェストなどの都市は「都市」という割に規模が小さい。これはノルウェー語には町と都市の区別がなく、ノルウェー語から他の言語に訳す場合、その規模に応じて町か都市かを選ぶという曖昧な手法がとられているためである。イギリスの伝統的な基準によると、どちらの街にも大学と大聖堂が備わっているため二都市とも「都市」となるが、地域における行政や経済の中心地として考えると「町」となる。

### 地名の由来
ノルド語に由来する地名はもともとHornungsvágrだったと考えられている。初めのHornungrは、近くにあるStorefjell（大きな山 の意）山の古い名前と考えられ、最後のvágrは「湾」という意味である。従って「山に抱かれた湾」という意味になる。

## 気候
ヨーロッパの最北端に位置するが、付近の海を暖流が流れるため首都オスロよりも暖かい。しかし、夏は短く寒い。年間降水量は765mmで、そのうち10月から1月の雨季には毎月85mm、5月から7月の乾季には毎年40mmが降る。
| 過去10年間のホニングスヴォーグの気候 | 過去10年間のホニングスヴォーグの気候 | 過去10年間のホニングスヴォーグの気候 | 過去10年間のホニングスヴォーグの気候 | 過去10年間のホニングスヴォーグの気候 | 過去10年間のホニングスヴォーグの気候 | 過去10年間のホニングスヴォーグの気候 | 過去10年間のホニングスヴォーグの気候 | 過去10年間のホニングスヴォーグの気候 | 過去10年間のホニングスヴォーグの気候 | 過去10年間のホニングスヴォーグの気候 | 過去10年間のホニングスヴォーグの気候 | 過去10年間のホニングスヴォーグの気候 | 過去10年間のホニングスヴォーグの気候 |
| 月                                   | 1月                                  | 2月                                  | 3月                                  | 4月                                  | 5月                                  | 6月                                  | 7月                                  | 8月                                  | 9月                                  | 10月                                 | 11月                                 | 12月                                 | 年                                   |
| ------------------------------------ | ------------------------------------ | ------------------------------------ | ------------------------------------ | ------------------------------------ | ------------------------------------ | ------------------------------------ | ------------------------------------ | ------------------------------------ | ------------------------------------ | ------------------------------------ | ------------------------------------ | ------------------------------------ | ------------------------------------ |
| 平均最高気温 °C （°F）               | −1 (30)                              | −2 (28)                              | −1 (30)                              | 2 (36)                               | 6 (43)                               | 8 (46)                               | 13 (55)                              | 11 (52)                              | 9 (48)                               | 5 (41)                               | 2 (36)                               | 0 (32)                               | 4.3 (39.8)                           |
| 平均最低気温 °C （°F）               | −4 (25)                              | −4 (25)                              | −3 (27)                              | 0 (32)                               | 3 (37)                               | 6 (43)                               | 10 (50)                              | 9 (48)                               | 7 (45)                               | 3 (37)                               | 0 (32)                               | −3 (27)                              | 2 (35.7)                             |
| 出典： 2009年12月5日                 |                                      |                                      |                                      |                                      |                                      |                                      |                                      |                                      |                                      |                                      |                                      |                                      |                                      |